# 1939-es magyar asztalitenisz-bajnokság
Az 1939-es magyar asztalitenisz-bajnokság a huszonharmadik magyar bajnokság volt. A bajnokságot március 24. és 26. között rendezték meg Budapesten, a Kegyesrendi (Piarista) gimnázium tornatermében.

## Eredmények
| Versenyszám  | Arany                                                                   | Arany | Ezüst                                                     | Ezüst | Bronz                                                                         | Bronz |
| ------------ | ----------------------------------------------------------------------- | ----- | --------------------------------------------------------- | ----- | ----------------------------------------------------------------------------- | ----- |
| Férfi egyéni | Schmiedl Jenő Újpesti TE                                                |       | Soós Ferenc Újpesti TE                                    |       | Márton János VACGrossmann Andor VAC                                           |       |
| Női egyéni   | dr. Biróné Sipos Anna Pénzintézeti SL                                   |       | Klucsikné Mednyánszky Mária MTK                           |       | Aranyi Ottilia Ceglédi MOVEFarkas Gizella Miskolci Előre                      |       |
| Férfi páros  | Soós Ferenc, Schmiedl Jenő Újpesti TE                                   |       | Till Károly, Barna Tibor MTK                              |       | Benkő Károly, Márton János VAC                                                |       |
| Női páros    | Klucsikné Mednyánszky Mária, dr. Biróné Sipos Anna MTK, Pénzintézeti SL |       | Farkas Gizella, Solti Rózsi Miskolci Előre, Kitartás EAC  |       | Arató, Kovács Júlia Ceglédi MOVE                                              |       |
| Vegyes páros | Schmiedl Jenő, dr. Biróné Sipos Anna Újpesti TE, Pénzintézeti SL        |       | Farkas József, Farkas Gizella Miskolci LE, Miskolci Előre |       | Láng Endre, Klucsikné Mednyánszky Mária MTKGrossmann Andor, Vermes Béláné VAC |       |